# Guiguzi
Guiguzi was een belangrijk persoon tijdens de Periode van de Strijdende Staten in China. Hij behoorde tot de Honderd Scholen van het denken en was dus een belangrijke filosofisch leraar. Hij werd geboren als Wang Xu (王诩). Hij noemde zichzelf Guigu (鬼谷). Guiguzi wordt in de traditionele Chinese godsdienst vereerd als een god met de naam Wangchanlaozu (王禪老祖). Zijn naam Guigu was waarschijnlijk ook de plaatsnaam waar hij geboren was of woonde. Guigu ligt heden in de Chinese provincie Hunan, Dengfeng, Guigushan 归谷山. Het karakter "gui" wordt nu anders geschreven dan toen. Beide karakters klinken in het Standaardmandarijn ongeveer hetzelfde. In zijn leven werkte hij onder andere als politicus op het gebied van buitenlandse relaties en als toekomstvoorspeller. Hij had een grote kennis over yin en yang. Bekende leerlingen van hem zijn Zhang Yi en Sun Bin.
In Sima Qians Shiji wordt Guiguzi voor het eerst vermeld. In het boek staat dat Guiguzi leefde tijdens de Oostelijke Zhou-dynastie in Luoyang.

## Religie
In het taoïsme wordt hij als een onfsterfelijke uit de oudheid beschouwd en heeft meer dan honderd jaar geleefd. Het verhaal Guiguzi staat in het taoïstische boek Daozang (道藏). En in dit geloof wordt hij gezien als de leermeester van Minglishi (命理師). Gelovigen aanbidden hem als de beschermer van het volk en de toeziener van buitenlandse zaken in de staat. De religieuze naam van Guiguzi is Wangchanlaozu.